# Дриново
Дрѝново е село в Североизточна България. То се намира в община Попово, област Търговище.

## География
Намира се на 12 км североизточно от Попово и на 26 км югозападно от град Разград. Селото е дълго, разположено от двете страни на пътя за село Еленово на 200 – 300 м надморска височина. Едната му част е равнинна, а другата е по-висока и хълмиста. Землището му граничи със землищата на селата Ломци, Еленово, Кръшно, Голямо Ново и Кардам. Край селото минава шосе от град Попово за град Разград. Асфалтови пътища го свързват със селата Еленово, Кардам и Ломци, а със селата Голямо Ново и Кръшно – черни пътища. Образувано е от следните две махали: Горната махала, (която се дели на Дядо Върбановата махала и Новата махала) и Долната махала.

## Кратка историческа справка
Старото село се е намирало в местността Юрта, където и през 19 век още стоели камъните на турските гробища. За пръв път старото име на селото Бахшишлар (от турската дума „бакшиш“) се среща в османо-турски джелепкишански данъчен регистър от 1573 г. Населението му по това време е било изцяло или почти изцяло турско. През 1648 г. в селото е имало 6 немюсюлмански къщи. Според запазен регистър за данък джизие от 1658 г. в селото е имало 10 пълнолетни данъкоплатци – християни. В държавен документ (салнаме) от 1874 г. населението на селото се е състояло от 171 изцяло мохамедански къщи. Селото е било прочуто и като разбойническо.
По време на Освободителната война половината село е било опожарено. В околностите на селото е имало битка с много жертви по време на Руско-турската война през 1877 г. В местността Саръ баир и Сакара до миналия век са стоели следите от окопите на войниците. След 1878 г. турците започнали да продават имотите си и да се преселват в Анадола. Първите нови жители – българи около 10 къщи, дошли през 1879 г. от селата Ганчовец, Дряновско, Гърня, Дрента (Еленско) и от Бояновци и Гърневци (Търновско). Тревненски балканджии от колиби Бърдените, по известни в селото, като Бърденците. Постепенно от тези села дошли и още нови семейства, като достигнали общо до 70 къщи балканджии. След избухналата през 1885 г. Сръбско-българска война и веднага след нея от застрашения, граничещ със Сърбия район, в Дриново се заселили още 120 къщи шопи от Трънско – от селата Врабча, Рани луг, Цегриловци, Ярловци, Джинчовци и от колиби Стрезимировци. Голяма част от новите жители на селото били строители и градинари, които ходели сезонно на гурбет в Цариград, Румъния и Русия.
В края на 19 век жителите на селото решили да го преименуват в чест на прочутия български професор, работещ в Харковския университет – Марин Дринов, като изпратили нарочна делегация при него. Заедно с неговото съгласие, делегацията се завърнала в Дриново и с подаръци от професора – черковни книги, принадлежности и църковни одежди за свещеника. Църквата на селото „Св. Иван Рилски“ е построена през есента на 1900 г., като през 1913 г. тя е пострадала силно от земетресението с епицентър около Търново, а през 1915 г. е построена и нейната камбанария. Преди това е имало и стара джамия, която е била съборена. На 29.09.2008 г. русенският митрополит Неофит извърши освещаването на стенописите на църквата, изографисани от младите художнички Михаела Димитрова и Стиляна Георгиева, както и от техния учител Траян Добрев.
По-известни стари родове – заселници в селото са: Дядовите Колюви (Бърденците), Дядовите Бобеви, Дядовите Димови, Дядовите Лазарови, Дядовите Петкови, дядовите Урушови, Момчиловите, Пашите, Гончеви и др.
Преди около 25 години в селото са заселени и живеят и много семейства българо-мохамедани от Родопите, които се препитават основно от земеделие и животновъдство или работят в близките градове.
В селото функционират птицекомбинат и кланица, а жителите му имат достъп и до кабелна телевизия.

## Религии
- Християнска (източноправославна);
- Мюсюлманска;

## Обществени институции
- Кметство;
- Поща;
- Народно читалище „Развитие“;
- Църковно настоятелство;
- Училище (закрито);
- Целодневна детска градина;

## Войнишки паметник, посветен на загиналите от селото войници (1912 – 1918 и 1944 – 1945), построен през 1931 г.
Надпис на паметника
„Тебе една ний любихме за тебе юнашки чутовно се бихме за тебе склопихме очи“
Имена на загиналите от село Дриново:
Колю Атанасов, Григор Томов, Михо Ганев, Станой Димитров, Станю Димов, Ботю Иванов, Димитър Станоев, Колю Върбанов, Митю Иванов, Петър Георгиев, Малко Лазаров, Димо Смилов, Трифон Петков, Тошо Николов, Милан Велинов, Иван Станев Бърденски, Димитър Алексиев, Атанас Николов, Ненко Стоичков, Александър Стефанов, Георги Цветков, Митю Богоев, Игнат Милушев, Дамян Коев, Продан Върбанов, Таско Николов, Пейчо Тодоров, Никола Николов, Младен Гигов, Колю Петков, Йосив Дойченов, Йосиф Кръстев, Иван Върбанов, Стою Тахов, Колю Грозев, Петко Димов, Цаню Панайотов, Илия Иванов, Таско Тончев, Петко Цанев Недю Ганев, Тахо Митев, Смил Весков, Кою Петков, Митю Петков, Стойко Петков, Иван Христов Жеков.

## Крепостта „Ойнарджа кале“
Намираща се на около 3 км югоизточно от селото на едноименния хълм. В местност Ойнарджа е имало антична и късноантична крепост от втората половина на старата желязна епоха, която несъмнено е играла основна роля при отбраната на столицата Велико Търново от изток (Конаклиев 1997 – 73). Целият склон на височината бил осеян с много глинени фрагменти, типични за тракийската керамика от 6 – 5 век преди новата ера. Там е намерена и дъговидна бронзова фибула без игла (Миков 1934 – 393). Ойнарджа е горист островърх хълм с форма на кожен калпак, част от планинската група Ашик дюзю. В западния край на крепостта по време на Освободителната война е имало окопи, поради което крепостта е била почти напълно съборена и засипана, а по-късно била използвана като каменна кариера. На изток под крепостта личали останки от напречен зид. В югоизточната страна имало порта. Крепостните стени били дебели и споени с хоросан. В крепостта били намерени златни византийски монети от владетеля Юстиниян (527 – 565), златна монета от император Константин 1 Велики (306 – 337), монети от времето на Йоан Цимисхий (969 – 976), Филип баща (244 – 249) и др., примитивни каменни оръдия, сечива, гравирани съдове, сребърна табла поднос с образите на св. Константин и Елена, брошки, бронзова статуйка на Аполон, свещени значки от кръстоносците. Според Миков (1933) в крепостта е имало монетарница, строена през 6 век пр.н.е., която е била втора на Балканите, и дълбочината, считана за кладенец, вероятно представлявала главния вход за всички подземия в монетарницата (Даракчиев 1936) По сведения на стари хора античните камъни, които се намирали в турските гробища южно от Еленово, са от Ойнарджа. На Метериз дюзю при Кардам имало окопи, от които според предание била превзета крепостта (Шкорпил 1914 – 15 – 16). На върха има кухина и нещо като кладенец, от който бил изваден ечемик от дълбочина 3 – 4 метра, както и изгоряла пръст.

## Редовни събития
- Събор на селото – провежда се ежегодно на 1 ноември;
- Регионален помашки събор, като преглед на автентичния помашки фолклор – провежда се ежегодно;

## Личности
- Тошо Тошев (1942 – 2023) – главен редактор на в-к „Труд“ и почетен гражданин на град Попово. Редовен дарител с нови книги на библиотеката към Народното читалище;
- Кирил Христов Гончев (род. 14.05.1940-01.09.2016) – български поет, редактор, носител на Националната литературна награда за лирика „Иван Пейчев“. Работи в Радио София, в ДТ-Търговище, в Радио Шумен, в списание „Български воин“, в издателство „Народна младеж“, в Профиздат и във вестник „Литературен фронт“. Главен редактор на издателство „Български писател“. Член на СБП. Автор на: „Пътуват макове“, 1966; „Горчиво пространство“, 1972; „Пера от Пегас“, 1987; „Усмихнат до стената“, 1990; „Под самия балкон на душата ми“, 1995; „Майната ми“, 2000 и др. Стиховете му са превеждани на полски, руски, турски и украински език. Носител на „Почетния знак на Община–Шумен – сребърен“ (2000).